# イコアス千城台

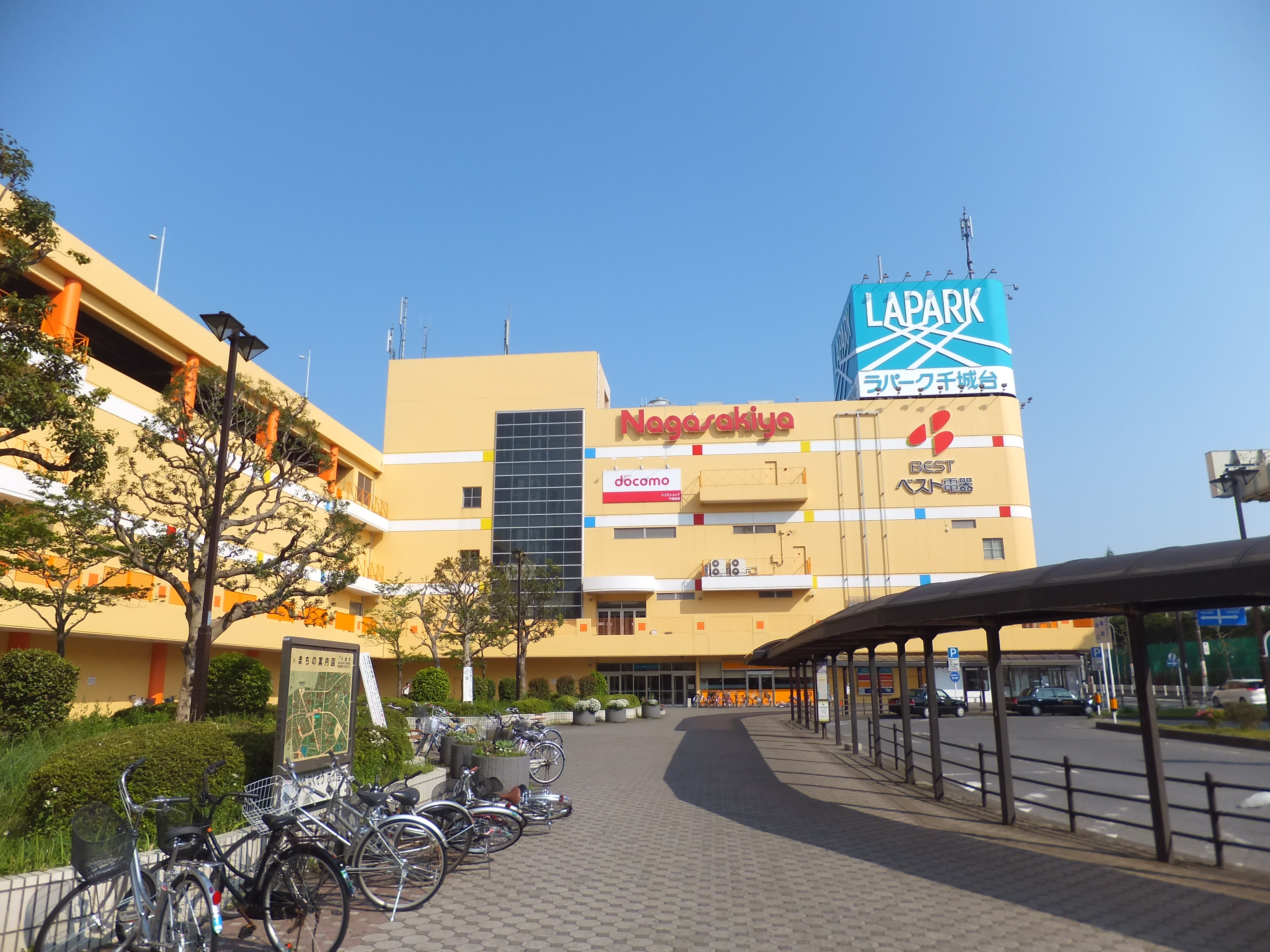
前身の「ラパーク千城台」

イコアス千城台（イコアスちしろだい、英語名称:ICOAS Chishirodai）は、千葉県千葉市若葉区千城台北に所在するショッピングセンター。千葉都市モノレール2号線の終着駅である千城台駅に直結する。かつては「ラパーク千城台」、「千城台ショッピングセンター」と称した。

## 概要
1995年に当時の一般財団法人千葉県都市公社（現在の一般財団法人千葉県まちづくり公社の前身）により開業した。当時はスーパーマーケットの長崎屋が展開するショッピングセンター「ラパーク」の旗艦店として営業していた。その後、長崎屋の経営破綻を経てドン・キホーテの関連企業である日本商業施設が施設を運営していたが、2020年3月末までに契約が満了。その後は建物を所有する千葉県まちづくり公社に運営が移管され「千城台ショッピングセンター」と改称された。施設内には約75店のテナントがあったが、徐々に撤退し4月以降は十数店に縮小していた。
2020年4月、同公社から受託する形で施設運営を「ワンズモール」（稲毛区長沼）や「ユニモちはら台」を手掛けるJLLモールマネジメント（当時、現：JLLリテールマネジメント）が引き継ぎ、約15億円を投じたリニューアルで老朽化した設備の改修等を開始した。同年第1期リニューアルとして7月6日に食品スーパーの「ロピア」と持ち帰り寿司の「ちよだ鮨」が、同月16日にドラッグストア「マツモトキヨシ」が開業。同時に施設名称を「イコアス千城台」と改めた。同年秋の第2期リニューアルでは農産物直売の「わくわく広場」、クリーニング店の「ポニークリーニング」などが出店、さらに翌21年春の第3期リニューアルと3段階かけて約80店舗が入居する施設としてフルオープンする予定。同社はリニューアルにより従来の同施設の倍の年商100億円規模の施設を目指す。

## 名前の由来
千城台の憩い（ICO）の場であるとともに、生活の拠点（COA）として街と人とを結び、利用者に愛されるようにと命名された。また、「今日も明日も明後日も、みんなが集まる商業施設として育っていきたいという想いを込め“行こう明日も”といった意味合いも含まれています。」とも説明されている。